# Saison 2015-2016 des Knicks de New York
La saison 2015-2016 des Knicks de New York est la 70e saison de la franchise en NBA. 

## Draft
| Tour | Choix | Joueur             | Poste  | Nationalité | Provenance  |
| ---- | ----- | ------------------ | ------ | ----------- | ----------- |
| 1    | 4     | Kristaps Porziņģis | C / PF | Lettonie    | CDB Séville |

## Pré-saison
| Pré-saison Total: 4-2 (Domicile : 3-0 ; Extérieur : 1-2) |

| Match | Date match | Équipe       | Score     | Meilleur marqueur     | Meilleur rebondeur      | Meilleur passeur       | Lieux Spectateurs              | Série |
| ----- | ---------- | ------------ | --------- | --------------------- | ----------------------- | ---------------------- | ------------------------------ | ----- |
| 1     | 7 octobre  | Bauru        | V 100-81  | Carmelo Anthony (17)  | Galloway, O'Quinn (8)   | Grant, O'Quinn (4)     | Madison Square Garden 19 037   | 1 - 0 |
| 2     | 9 octobre  | @ Washington | V 115-104 | Carmelo Anthony (21)  | O'Quinn, Porziņģis (10) | José Calderón (7)      | Verizon Center 14 267          | 2 - 0 |
| 3     | 12 octobre | Philadelphie | V 94-88   | Derrick Williams (21) | Lou Amundson (9)        | Jerian Grant (6)       | Madison Square Garden 19 255   | 3 - 0 |
| 4     | 16 octobre | Boston       | V 101-95  | Derrick Williams (19) | Kyle O'Quinn (11)       | Calderón, Galloway (5) | Madison Square Garden 19 421   | 4 - 0 |
| 5     | 17 octobre | @ Charlotte  | D 93-97   | Cleanthony Early (17) | Derrick Williams (5)    | Galloway, Thomas (6)   | Time Warner Cable Arena 11 632 | 4 - 1 |
| 6     | 22 octobre | @ Boston     | D 85-99   | José Calderón (17)    | Kyle O'Quinn (11)       | Kristaps Porziņģis (4) | TD Garden 16 101               | 4 - 2 |

## Saison régulière
| Saison régulière Total: 32-50 (Domicile : 18-23 ; Extérieur : 14-27) |

| Match | Date match | Équipe       | Score     | Meilleur marqueur     | Meilleur rebondeur | Meilleur passeur   | Lieux Spectateurs                | Série |
| ----- | ---------- | ------------ | --------- | --------------------- | ------------------ | ------------------ | -------------------------------- | ----- |
| 1     | 28 octobre | @ Milwaukee  | V 122-97  | Derrick Williams (24) | Kyle O'Quinn (11)  | Anthony, Grant (5) | BMO Harris Bradley Center 18 717 | 1 - 0 |
| 2     | 29 octobre | Atlanta      | D 101-112 | Carmelo Anthony (25)  | Kyle O'Quinn (10)  | Jerian Grant (7)   | Madison Square Garden 19 812     | 1 - 1 |
| 3     | 31 octobre | @ Washington | V 117-110 | Carmelo Anthony (37)  | Robin Lopez (8)    | 3 joueurs (4)      | Verizon Center 20 356            | 2 - 1 |

| Match | Date match  | Équipe          | Score          | Meilleur marqueur       | Meilleur rebondeur      | Meilleur passeur     | Lieux Spectateurs              | Série  |
| ----- | ----------- | --------------- | -------------- | ----------------------- | ----------------------- | -------------------- | ------------------------------ | ------ |
| 4     | 2 novembre  | San Antonio     | D 84-94        | Carmelo Anthony (19)    | Kristaps Porziņģis (14) | Robin Lopez (4)      | Madison Square Garden 19 812   | 2 - 2  |
| 5     | 4 novembre  | @ Cleveland     | D 86-96        | Carmelo Anthony (17)    | Carmelo Anthony (12)    | José Calderón (5)    | Quicken Loans Arena 20 562     | 2 - 3  |
| 6     | 6 novembre  | Milwaukee       | D 92-99        | Carmelo Anthony (17)    | Kristaps Porziņģis (12) | Carmelo Anthony (6)  | Madison Square Garden 19 812   | 2 - 4  |
| 7     | 8 novembre  | L.A. Lakers     | V 99-95        | Carmelo Anthony (24)    | Robin Lopez (13)        | Jerian Grant (8)     | Madison Square Garden 19 812   | 3 - 4  |
| 8     | 10 novembre | @ Toronto       | V 111-109      | Carmelo Anthony (23)    | Robin Lopez (8)         | Galloway, Grant (4)  | Centre Air Canada 19 800       | 4 - 4  |
| 9     | 11 novembre | @ Charlotte     | D 93-95        | Carmelo Anthony (29)    | Kristaps Porziņģis (15) | Calderón, Grant (5)  | Time Warner Cable Arena 16 643 | 4 - 5  |
| 10    | 13 novembre | Cleveland       | D 84-90        | Carmelo Anthony (26)    | Porziņģis, Williams (7) | Afflalo, Anthony (4) | Madison Square Garden 19 812   | 4 - 6  |
| 11    | 15 novembre | New Orleans     | V 95-87        | Carmelo Anthony (29)    | Carmelo Anthony (13)    | 4 joueurs (3)        | Madison Square Garden 19 812   | 5 - 6  |
| 12    | 17 novembre | Charlotte       | V 102-94       | Kristaps Porziņģis (29) | Anthony, Porziņģis (11) | Anthony, Grant (5)   | Madison Square Garden 19 812   | 6 - 6  |
| 13    | 20 novembre | @ Oklahoma City | V 93-90        | Carmelo Anthony (25)    | Robin Lopez (7)         | José Calderón (7)    | Chesapeake Energy Arena 18 203 | 7 - 6  |
| 14    | 21 novembre | @ Houston       | V 107-102      | Kristaps Porziņģis (24) | Kristaps Porziņģis (14) | José Calderón (7)    | Toyota Center 18 226           | 8 - 6  |
| 15    | 23 novembre | @ Miami         | D 78-95        | Carmelo Anthony (21)    | Kristaps Porziņģis (14) | Carmelo Anthony (4)  | American Airlines Arena 19 777 | 8 - 7  |
| 16    | 25 novembre | @ Orlando       | D 91-100       | Carmelo Anthony (25)    | Carmelo Anthony (13)    | José Calderón (4)    | Amway Center 18 846            | 8 - 8  |
| 17    | 27 novembre | Miami           | D 78-97        | Anthony, Porziņģis (11) | O'Quinn, Porziņģis (8)  | Jerian Grant (6)     | Madison Square Garden 19 812   | 8 - 9  |
| 18    | 29 novembre | Houston         | D 111-116 (OT) | Arron Afflalo (31)      | Kristaps Porziņģis (13) | 4 joueurs (4)        | Madison Square Garden 19 812   | 8 - 10 |

| Match | Date match  | Équipe         | Score     | Meilleur marqueur       | Meilleur rebondeur      | Meilleur passeur       | Lieux Spectateurs                | Série   |
| ----- | ----------- | -------------- | --------- | ----------------------- | ----------------------- | ---------------------- | -------------------------------- | ------- |
| 19    | 2 décembre  | Philadelphie   | V 99-87   | Kristaps Porziņģis (17) | Kristaps Porziņģis (10) | José Calderón (5)      | Madison Square Garden 19 812     | 9 - 10  |
| 20    | 4 décembre  | Brooklyn       | V 108-91  | Carmelo Anthony (28)    | Kristaps Porziņģis (10) | José Calderón (10)     | Madison Square Garden 19 812     | 10 - 10 |
| 21    | 5 décembre  | @ Milwaukee    | D 91-106  | Carmelo Anthony (18)    | Kristaps Porziņģis (7)  | Calderón, Séraphin (5) | BMO Harris Bradley Center 16 223 | 10 - 11 |
| 22    | 7 décembre  | Dallas         | D 97-104  | Kristaps Porziņģis (28) | José Calderón (7)       | Carmelo Anthony (8)    | Madison Square Garden 19 812     | 10 - 12 |
| 23    | 9 décembre  | @ Utah         | D 85-106  | Carmelo Anthony (13)    | Kyle O'Quinn (6)        | Saša Vujačić (7)       | EnergySolutions Arena 18 586     | 10 - 13 |
| 24    | 10 décembre | @ Sacramento   | D 97-99   | Carmelo Anthony (23)    | Carmelo Anthony (14)    | Carmelo Anthony (4)    | Sleep Train Arena 17 317         | 10 - 14 |
| 25    | 12 décembre | @ Portland     | V 112-110 | Carmelo Anthony (37)    | Lopez, O'Quinn (7)      | Derrick Williams (4)   | Moda Center 19 511               | 11 - 14 |
| 26    | 16 décembre | Minnesota      | V 107-102 | Arron Afflalo (29)      | Carmelo Anthony (15)    | Carmelo Anthony (9)    | Madison Square Garden 19 812     | 12 - 14 |
| 27    | 16 décembre | @ Philadelphie | V 107-97  | Arron Afflalo (22)      | Afflalo, O'Quinn (7)    | José Calderón (6)      | Wells Fargo Center 17 880        | 13 - 14 |
| 28    | 19 décembre | Chicago        | V 107-91  | Carmelo Anthony (27)    | Kyle O'Quinn (10)       | José Calderón (5)      | Madison Square Garden 19 812     | 14 - 14 |
| 29    | 21 décembre | Orlando        | D 99-107  | Carmelo Anthony (23)    | Lopez, Porziņģis (8)    | Carmelo Anthony (6)    | Madison Square Garden 19 812     | 14 - 15 |
| 30    | 23 décembre | @ Cleveland    | D 84-91   | Kristaps Porziņģis (23) | Kristaps Porziņģis (13) | José Calderón (6)      | Quicken Loans Arena 20 562       | 14 - 16 |
| 31    | 26 décembre | @ Atlanta      | D 98-117  | Carmelo Anthony (18)    | Carmelo Anthony (12)    | José Calderón (8)      | Philips Arena 19 015             | 14 - 17 |
| 32    | 27 décembre | @ Boston       | D 91-100  | Carmelo Anthony (29)    | Kristaps Porziņģis (12) | Langston Galloway (5)  | TD Garden 18 624                 | 14 - 18 |
| 33    | 29 décembre | Détroit        | V 108-96  | Carmelo Anthony (24)    | Robin Lopez (7)         | José Calderón (8)      | Madison Square Garden 19 812     | 15 - 18 |

| Match | Date match  | Équipe        | Score           | Meilleur marqueur       | Meilleur rebondeur      | Meilleur passeur       | Lieux Spectateurs              | Série   |
| ----- | ----------- | ------------- | --------------- | ----------------------- | ----------------------- | ---------------------- | ------------------------------ | ------- |
| 34    | 1er janvier | @ Chicago     | D 81-108        | Carmelo Anthony (20)    | Kristaps Porziņģis (9)  | José Calderón (4)      | United Center 22 443           | 15 - 19 |
| 35    | 3 janvier   | Atlanta       | V 111-97        | Arron Afflalo (38)      | Robin Lopez (11)        | Jerian Grant (7)       | Madison Square Garden 19 812   | 16 - 19 |
| 36    | 5 janvier   | @ Atlanta     | V 107-101       | Afflalo, Anthony (23)   | Anthony, Porziņģis (11) | José Calderón (6)      | Philips Arena 15 082           | 17 - 19 |
| 37    | 6 janvier   | @ Miami       | V 98-90         | Carmelo Anthony (25)    | Derrick Williams (8)    | Carmelo Anthony (4)    | American Airlines Arena 19 987 | 18 - 19 |
| 38    | 8 janvier   | @ San Antonio | D 99-100        | Kristaps Porziņģis (28) | Carmelo Anthony (12)    | José Calderón (5)      | AT&T Center 18 420             | 18 - 20 |
| 39    | 10 janvier  | Milwaukee     | V 100-88        | Carmelo Anthony (24)    | Carmelo Anthony (10)    | Carmelo Anthony (8)    | Madison Square Garden 19 812   | 19 - 20 |
| 40    | 12 janvier  | Boston        | V 120-114       | Kristaps Porziņģis (26) | Derrick Williams (10)   | Jerian Grant (8)       | Madison Square Garden 19 812   | 20 - 20 |
| 41    | 12 janvier  | @ Brooklyn    | D 104-110       | Derrick Williams (31)   | Robin Lopez (12)        | Langston Galloway (5)  | Barclays Center 17 732         | 20 - 21 |
| 42    | 16 janvier  | @ Memphis     | D 95-103        | Kristaps Porziņģis (17) | Langston Galloway (11)  | Calderón ,Galloway (5) | FedExForum 18 119              | 20 - 22 |
| 43    | 18 janvier  | Philadelphie  | V 119-113 (2OT) | Arron Afflalo (25)      | Kristaps Porziņģis (12) | Carmelo Anthony (7)    | Madison Square Garden 19 812   | 21 - 22 |
| 44    | 20 janvier  | Utah          | V 118-111 (OT)  | Carmelo Anthony (30)    | Robin Lopez (12)        | Carmelo Anthony (9)    | Madison Square Garden 19 812   | 22 - 22 |
| 45    | 22 janvier  | L.A. Clippers | D 88-116        | Carmelo Anthony (16)    | Kristaps Porziņģis (8)  | Jerian Grant (8)       | Madison Square Garden 19 812   | 22 - 23 |
| 46    | 23 janvier  | @ Charlotte   | D 84-97         | Derrick Williams (19)   | Derrick Williams (14)   | José Calderón (7)      | Time Warner Cable Arena 17 768 | 22 - 24 |
| 47    | 26 janvier  | Oklahoma City | D 122-128 (OT)  | Langston Galloway (21)  | Derrick Williams (10)   | José Calderón (6)      | Madison Square Garden 19 812   | 22 - 25 |
| 48    | 28 janvier  | @ Toronto     | D 93-103        | Arron Afflalo (20)      | Robin Lopez (8)         | Jerian Grant (6)       | Centre Air Canada 19 800       | 22 - 26 |
| 49    | 29 janvier  | Phoenix       | V 102-84        | Carmelo Anthony (19)    | Carmelo Anthony (10)    | Carmelo Anthony (8)    | Madison Square Garden 19 812   | 23 - 26 |
| 50    | 31 janvier  | Golden State  | D 95-116        | Carmelo Anthony (24)    | Carmelo Anthony (10)    | Langston Galloway (5)  | Madison Square Garden 19 812   | 23 - 27 |

| Match               | Date match | Équipe      | Score     | Meilleur marqueur       | Meilleur rebondeur      | Meilleur passeur      | Lieux Spectateurs              | Série   |
| ------------------- | ---------- | ----------- | --------- | ----------------------- | ----------------------- | --------------------- | ------------------------------ | ------- |
| 51                  | 2 février  | Boston      | D 89-97   | Arron Afflalo (18)      | Carmelo Anthony (14)    | Carmelo Anthony (4)   | Madison Square Garden 19 812   | 23 - 28 |
| 52                  | 4 février  | @ Détroit   | D 105-111 | Robin Lopez (26)        | Robin Lopez (16)        | Carmelo Anthony (8)   | Palace of Auburn Hills 17 095  | 23 - 29 |
| 53                  | 5 février  | Memphis     | D 85-91   | José Calderón (18)      | Lopez, Porziņģis (10)   | José Calderón (5)     | Madison Square Garden 19 812   | 23 - 30 |
| 54                  | 7 février  | Denver      | D 96-101  | Anthony, Porziņģis (21) | Kristaps Porziņģis (13) | Carmelo Anthony (7)   | Madison Square Garden 19 812   | 23 - 31 |
| 55                  | 9 février  | Washington  | D 108-111 | Carmelo Anthony (33)    | Carmelo Anthony (13)    | José Calderón (6)     | Madison Square Garden 19 812   | 23 - 32 |
| All-Star Break 2016 |            |             |           |                         |                         |                       |                                |         |
| 56                  | 19 février | @ Brooklyn  | D 98-109  | Carmelo Anthony (22)    | Kristaps Porziņģis (8)  | Carmelo Anthony (6)   | Barclays Center 17 732         | 23 - 33 |
| 57                  | 20 février | @ Minnesota | V 103-95  | Carmelo Anthony (30)    | Robin Lopez (16)        | Carmelo Anthony (4)   | Target Center 16 663           | 24 - 33 |
| 58                  | 22 février | Toronto     | D 95-122  | Carmelo Anthony (23)    | Robin Lopez (13)        | Carmelo Anthony (5)   | Madison Square Garden 19 812   | 24 - 34 |
| 59                  | 24 février | @ Indiana   | D 105-108 | Kristaps Porziņģis (22) | Anthony, Lopez (7)      | 3 joueurs (4)         | Bankers Life Fieldhouse 16 018 | 24 - 35 |
| 60                  | 26 février | Orlando     | V 108-95  | Carmelo Anthony (19)    | Arron Afflalo (12)      | Carmelo Anthony (6)   | Madison Square Garden 19 812   | 25 - 35 |
| 61                  | 28 février | Miami       | D 81-98   | Carmelo Anthony (25)    | Robin Lopez (14)        | Anthony, Galloway (4) | Madison Square Garden 19 812   | 25 - 36 |

| Match | Date match | Équipe          | Score     | Meilleur marqueur       | Meilleur rebondeur      | Meilleur passeur      | Lieux Spectateurs                 | Série   |
| ----- | ---------- | --------------- | --------- | ----------------------- | ----------------------- | --------------------- | --------------------------------- | ------- |
| 62    | 1er mars   | Portland        | D 85-104  | Carmelo Anthony (23)    | Carmelo Anthony (10)    | Carmelo Anthony (4)   | Madison Square Garden 19 812      | 25 - 37 |
| 63    | 4 mars     | @ Boston        | D 104-105 | Carmelo Anthony (30)    | Robin Lopez (12)        | José Calderón (5)     | TD Garden 18 624                  | 25 - 38 |
| 64    | 5 mars     | Détroit         | V 102-89  | Carmelo Anthony (24)    | Carmelo Anthony (10)    | Carmelo Anthony (6)   | Madison Square Garden 19 812      | 26 - 38 |
| 65    | 8 mars     | @ Denver        | D 94-110  | Carmelo Anthony (30)    | Grant, Porziņģis (7)    | Anthony, Calderón (4) | Pepsi Center 13 305               | 26 - 39 |
| 66    | 9 mars     | @ Phoenix       | V 128-97  | Anthony, Vujačić (23)   | Robin Lopez (8)         | José Calderón (12)    | Talking Stick Resort Arena 17 105 | 27 - 39 |
| 67    | 11 mars    | @ L.A. Clippers | D 94-101  | Kristaps Porziņģis (23) | Robin Lopez (19)        | José Calderón (7)     | Staples Center 19 175             | 27 - 40 |
| 68    | 13 mars    | @ L.A. Lakers   | V 90-87   | Carmelo Anthony (26)    | Carmelo Anthony (12)    | José Calderón (6)     | Staples Center 18 997             | 28 - 40 |
| 69    | 16 mars    | @ Golden State  | D 85-121  | Carmelo Anthony (18)    | Kristaps Porziņģis (7)  | Carmelo Anthony (6)   | Oracle Arena 19 596               | 28 - 41 |
| 70    | 19 mars    | @ Washington    | D 80-88   | Anthony, Porziņģis (30) | Kevin Séraphin (9)      | Carmelo Anthony (5)   | Verizon Center 20 356             | 28 - 42 |
| 71    | 20 mars    | Sacramento      | D 89-99   | Robin Lopez (23)        | Robin Lopez (20)        | José Calderón (4)     | Madison Square Garden 19 812      | 28 - 43 |
| 72    | 23 mars    | @ Chicago       | V 115-107 | Kristaps Porziņģis (29) | Robin Lopez (13)        | José Calderón (8)     | United Center 21 788              | 29 - 43 |
| 73    | 24 mars    | Chicago         | V 106-94  | Carmelo Anthony (26)    | Kristaps Porziņģis (10) | José Calderón (7)     | Madison Square Garden 19 812      | 30 - 43 |
| 74    | 26 mars    | Cleveland       | D 93-107  | Carmelo Anthony (28)    | Carmelo Anthony (9)     | José Calderón (7)     | Madison Square Garden 19 812      | 30 - 44 |
| 75    | 28 mars    | @ New Orleans   | D 91-99   | Carmelo Anthony (22)    | Kristaps Porziņģis (10) | Carmelo Anthony (6)   | Smoothie King Center 17 000       | 30 - 45 |
| 76    | 30 mars    | @ Dallas        | D 89-91   | Carmelo Anthony (31)    | Robin Lopez (9)         | Langston Galloway (3) | American Airlines Center 20 435   | 30 - 46 |

| Match | Date match | Équipe         | Score     | Meilleur marqueur      | Meilleur rebondeur    | Meilleur passeur      | Lieux Spectateurs              | Série   |
| ----- | ---------- | -------------- | --------- | ---------------------- | --------------------- | --------------------- | ------------------------------ | ------- |
| 77    | 1er avril  | Brooklyn       | V 105-91  | Langston Galloway (18) | Kevin Séraphin (7)    | Langston Galloway (7) | Madison Square Garden 19 812   | 31 - 46 |
| 78    | 3 avril    | Indiana        | D 87-92   | Saša Vujačić (21)      | Robin Lopez (15)      | Langston Galloway (6) | Madison Square Garden 19 812   | 31 - 47 |
| 79    | 6 avril    | Charlotte      | D 97-111  | Derrick Williams (17)  | Derrick Williams (10) | Carmelo Anthony (7)   | Madison Square Garden 19 812   | 31 - 48 |
| 80    | 8 avril    | @ Philadelphie | V 109-102 | Robin Lopez (24)       | Robin Lopez (15)      | Jerian Grant (6)      | Wells Fargo Center 16 076      | 32 - 48 |
| 81    | 10 avril   | Toronto        | D 89-93   | Carmelo Anthony (21)   | Kyle O'Quinn (10)     | Langston Galloway (4) | Madison Square Garden 19 812   | 32 - 49 |
| 82    | 12 avril   | @ Indiana      | D 90-102  | Derrick Williams (21)  | Kyle O'Quinn (7)      | Saša Vujačić (6)      | Bankers Life Fieldhouse 17 906 | 32 - 50 |

## Confrontations
| Conférence Est        | Conférence Est                             | Conférence Est                             | Conférence Est                             | Conférence Est                             | Conférence Ouest                           | Conférence Ouest                           | Conférence Ouest                           |
| Division Atlantique   | Division Atlantique                        | Division Atlantique                        | Division Atlantique                        | Division Atlantique                        | Division Nord-Ouest                        | Division Nord-Ouest                        | Division Nord-Ouest                        |
| Équipe                | Domicile                                   | Domicile                                   | Extérieur                                  | Extérieur                                  | Équipe                                     | Domicile                                   | Extérieur                                  |
| --------------------- | ------------------------------------------ | ------------------------------------------ | ------------------------------------------ | ------------------------------------------ | ------------------------------------------ | ------------------------------------------ | ------------------------------------------ |
| Boston                | 120-114                                    | 89-97                                      | 91-100                                     | 104-105                                    | Denver                                     | 96-101                                     | 94-110                                     |
| Brooklyn              | 108-91                                     | 105-91                                     | 104-110                                    | 98-109                                     | Minnesota                                  | 107-102                                    | 103-95                                     |
|                       |                                            |                                            |                                            |                                            | Oklahoma City                              | 122-128 (OT)                               | 93-90                                      |
| 76ers de Philadelphie | 99-87                                      | 119-113 (OT)                               | 107-97                                     | 109-102                                    | Portland                                   | 85-104                                     | 112-110                                    |
| Toronto               | 95-122                                     | 89-93                                      | 111-109                                    | 93-103                                     | Utah                                       | 118-111 (OT)                               | 85-106                                     |
|                       | 5-3                                        | 5-3                                        | 3-5                                        | 3-5                                        |                                            | 2–3                                        | 3-2                                        |
| Division              | 8–8                                        | 8–8                                        | 8–8                                        | 8–8                                        | Division                                   | 5–5                                        | 5–5                                        |
| Division Centrale     | Division Centrale                          | Division Centrale                          | Division Centrale                          | Division Centrale                          | Division Pacifique                         | Division Pacifique                         | Division Pacifique                         |
| Equipe                | Domicile                                   | Domicile                                   | Extérieur                                  | Extérieur                                  | Equipe                                     | Domicile                                   | Extérieur                                  |
| Chicago               | 107-91                                     | 106-94                                     | 81-108                                     | 115-107                                    | Golden State                               | 95-116                                     | 85-121                                     |
| Cleveland             | 84-90                                      | 93-107                                     | 86-96                                      | 84-91                                      | L.A. Clippers                              | 94-101                                     | 88-116                                     |
| Detroit               | 108-96                                     | 102-89                                     | 105-111                                    |                                            | L.A. Lakers                                | 99-95                                      | 90-87                                      |
| Indiana               | 87-92                                      |                                            | 105-108                                    | 90-102                                     | Phoenix                                    | 102-84                                     | 128-97                                     |
| Milwaukee             | 92-99                                      | 100-88                                     | 122-97                                     | 91-106                                     | Sacramento                                 | 89-99                                      | 97-99                                      |
|                       | 5-4                                        | 5-4                                        | 2–7                                        | 2–7                                        |                                            | 2–2                                        | 2–4                                        |
| Division              | 7-11                                       | 7-11                                       | 7-11                                       | 7-11                                       | Division                                   | 4–6                                        | 4–6                                        |
| Division Sud-Est      | Division Sud-Est                           | Division Sud-Est                           | Division Sud-Est                           | Division Sud-Est                           | Division Sud-Ouest                         | Division Sud-Ouest                         | Division Sud-Ouest                         |
| Equipe                | Domicile                                   | Domicile                                   | Extérieur                                  | Extérieur                                  | Equipe                                     | Domicile                                   | Extérieur                                  |
| Atlanta               | 101-112                                    | 111-97                                     | 98-117                                     | 107-101                                    | Dallas                                     | 97-104                                     | 89-91                                      |
| Charlotte             | 102-94                                     | 97-111                                     | 93-95                                      | 84-97                                      | Houston                                    | 111-116 (OT)                               | 107-102                                    |
| Miami                 | 78-97                                      | 81-98                                      | 78-95                                      | 98-90                                      | Memphis                                    | 85-91                                      | 95-103                                     |
| Orlando               | 99-107                                     | 108-95                                     | 91-100                                     |                                            | New Orleans                                | 95-87                                      | 91-99                                      |
| Washington            | 108-111                                    |                                            | 117-110                                    | 89-99                                      | San Antonio                                | 84-94                                      | 99-100                                     |
|                       | 3–6                                        | 3–6                                        | 3–6                                        | 3–6                                        |                                            | 1–4                                        | 1–4                                        |
| Division              | 6–12                                       | 6–12                                       | 6–12                                       | 6–12                                       | Division                                   | 2–8                                        | 2–8                                        |
| Conférence            | 21–31 (Domicile : 13–14; Extérieur: 8–17)  | 21–31 (Domicile : 13–14; Extérieur: 8–17)  | 21–31 (Domicile : 13–14; Extérieur: 8–17)  | 21–31 (Domicile : 13–14; Extérieur: 8–17)  | Conférence                                 | 11-19 (Domicile : 5–10 ; Extérieur : 6–9)  | 11-19 (Domicile : 5–10 ; Extérieur : 6–9)  |
| Total                 | 32-50 (Domicile : 18–24; Extérieur: 14–26) | 32-50 (Domicile : 18–24; Extérieur: 14–26) | 32-50 (Domicile : 18–24; Extérieur: 14–26) | 32-50 (Domicile : 18–24; Extérieur: 14–26) | 32-50 (Domicile : 18–24; Extérieur: 14–26) | 32-50 (Domicile : 18–24; Extérieur: 14–26) | 32-50 (Domicile : 18–24; Extérieur: 14–26) |

## Effectif actuel
| Knicks de New York Effectif actuel |    |                        |                        |              |
| Entraîneur : Derek Fisher          |    |                        |                        |              |
| Arrière                            | 4  | Drapeau des États-Unis | Arron Afflalo          | UCLA         |
| Ailier fort                        | 17 | Drapeau des États-Unis | Lou Amundson           | UNLV         |
| Ailier                             | 43 | Drapeau de la Grèce    | Thanasis Antetokounmpo | Grèce        |
| Ailier                             | 7  | Drapeau des États-Unis | Carmelo Anthony (C)    | Syracuse     |
| Meneur                             | 3  | Drapeau de l'Espagne   | José Calderón          | Espagne      |
| Ailier                             | 11 | Drapeau des États-Unis | Cleanthony Early       | Wichita      |
| Arrière                            | 2  | Drapeau des États-Unis | Langston Galloway      | Saint-Joseph |
| Meneur                             | 13 | Drapeau des États-Unis | Jerian Grant           | Notre-Dame   |
| Pivot                              | 8  | Drapeau des États-Unis | Robin Lopez            | Stanford     |
| Ailier fort, Pivot                 | 9  | Drapeau des États-Unis | Kyle O'Quinn           | Norfolk      |
| Ailier fort, Pivot                 | 6  | Drapeau de la Lettonie | Kristaps Porziņģis     | Lettonie     |
| Ailier fort, Pivot                 | 1  | Drapeau de la France   | Kevin Séraphin         | France       |
| Ailier fort                        | 42 | Drapeau des États-Unis | Lance Thomas           | Duke         |
| Arrière                            | 18 | Drapeau de la Slovénie | Saša Vujačić           | Slovénie     |
| Ailier                             | 23 | Drapeau des États-Unis | Derrick Williams       | Arizona      |
| Arrière                            | 5  | Drapeau des États-Unis | Tony Wroten            | Washington   |
| (C) - Capitaine, (AL) - Blessé     |    |                        |                        |              |

## Contrats et salaires 2014-2015
| Joueur                            | Poste      | Âge        | Exp        | Contrat                 | Salaire 2015-2016 | fin du contrat |
| --------------------------------- | ---------- | ---------- | ---------- | ----------------------- | ----------------- | -------------- |
| Joueurs actuels                   |            |            |            |                         |                   |                |
| Arron Afflalo                     | SG         | 29         | 8          | 16 000 000 $ sur 2 ans  | 8 000 000 $       | 2017           |
| Lou Amundson                      | PF         | 32         | 9          | 1 635 476 $ sur 1 an    | 1 635 476 $       | 2016           |
| Carmelo Anthony                   | SF         | 31         | 12         | 124 064 681 $ sur 5 ans | 22 875 000 $      | 2019           |
| José Manuel Calderón              | PG         | 34         | 10         | 29 000 000 $ sur 4 ans  | 7 402 812 $       | 2017           |
| Cleanthony Early                  | SF         | 24         | 1          | 1 352 395 $ sur 2 ans   | 845,059 $         | 2016           |
| Langston Galloway                 | PG         | 23         | 1          | 1 080 821 $ sur 2 ans   | 845,059 $**       | 2016           |
| Jerian Grant                      | PG         | 22         | 0          | 4 134 000 $ sur 2 ans   | 2 021 520 $       | 2019           |
| Robin Lopez                       | C          | 27         | 7          | 54 015 500 $ sur 4 ans  | 12 650 000 $      | 2019           |
| Kyle O'Quinn                      | PF         | 25         | 3          | 16 012 500 $ sur 4 ans  | 3 750 000 $       | 2019           |
| Kristaps Porziņģis                | PF         | 20         | 0          | 8 449 440 $ sur 2 ans   | 4 131 720 $       | 2019           |
| Kevin Séraphin                    | PF         | 25         | 5          | 2 814 000 $ sur 1 an    | 2 814 000 $       | 2016           |
| Lance Thomas                      | SF         | 27         | 4          | 1 636 842 $ sur 1 an    | 1 636 842 $       | 2016           |
| Saša Vujačić                      | SG         | 31         | 8          | 1 356 146 $ sur 1 an    | 947,276 $         | 2016           |
| Derrick Williams                  | PF         | 24         | 4          | 8 800 000 $ sur 2 ans   | 4 400 000 $       | 2017           |
| Joueurs coupés en cours de saison |            |            |            |                         |                   |                |
| Thanásis Antetokoúnmpo            | SF         | 23         | -          | -                       | 75,000 $          | -              |
| Darion Atkins                     | PF         | 23         | -          | -                       | 75,000 $          | -              |
| Travis Trice                      | PG         | 22         | -          | -                       | 75,000 $          | -              |
|                                   |            |            |            |                         |                   |                |
| Total                             | Total      | Total      | Total      | Total                   | 74 154 764 $      | Différence     |
| Salary Cap                        | Salary Cap | Salary Cap | Salary Cap | Salary Cap              | 70 000 000 $      | - 4 154 764 $  |
| Luxury Tax                        | Luxury Tax | Luxury Tax | Luxury Tax | Luxury Tax              | 84 700 000 $      | 14 545 236 $   |

- 2016 = Agent libre (avec ou sans restriction) en fin de saison.
- *Contrat non garanti
- **Contrat partiellement garanti

### Échanges
| Juin           | Juin                                                                                         | Juin | Juin                   |
| -------------- | -------------------------------------------------------------------------------------------- | --- | ---------------------- |
| 25 juin 2015   | Échange à deux équipes                                                                       | Échange à deux équipes                                                                                       | Échange à deux équipes |
| 25 juin 2015   | Vers Hawks d'Atlanta - Tim Hardaway, Jr. (de New York)                                       | Vers Knicks de New York - Droits sur le 19e choix de la draft 2015 : Jerian Grant                            | [ 2 ]                  |
| 26 juin 2015   | Échange à deux équipes                                                                       | Échange à deux équipes                                                                                       | Échange à deux équipes |
| 26 juin 2015   | Vers Knicks de New York - Droits sur le 35e choix de la draft 2015 : Willy Hernangómez       | Vers 76ers de Philadelphie - Second tour de draft 2020 - Second tour de draft 2021 - Compensation financière | [ 3 ]                  |
| Juillet        |                                                                                              | |                        |
| 9 juillet 2015 | Échange à deux équipes                                                                       | Échange à deux équipes                                                                                       | Échange à deux équipes |
| 9 juillet 2015 | Vers Knicks de New York - Kyle O'Quinn (sign and trade) - Second tour de draft 2019 - Argent | Vers Magic d'Orlando - Droit d'échanger leur second tour de draft 2019                                       | [ 4 ]                  |

## Free agents (Agents libres)

### Free agents qui resignent
| Date       | Joueur       | Nouveau contrat      | Fin du contrat | Référence |
| ---------- | ------------ | -------------------- | -------------- | --------- |
| 10 juillet | Lance Thomas | 1 640 000 $ sur 1 an | 2016           | [ 5 ]     |
| 30 juillet | Lou Amundson | 1 640 000 $ sur 1 an | 2016           | [ 6 ]     |

### Arrivés
| Date      | Joueur           | Raison arrivée | Contrat                                                         | Provenance                | Référence |
| --------- | ---------------- | -------------- | --------------------------------------------------------------- | ------------------------- | --------- |
| 9 juillet | Arron Afflalo    | Agent libre    | 16 000 000 $ sur 2 ans (Option joueur pour la saison 2016/2017) | Trail Blazers de Portland | [ 7 ]     |
| 9 juillet | Robin Lopez      | Agent libre    | 54 000 000 $ sur 4 ans                                          | Trail Blazers de Portland | [ 8 ]     |
| 9 juillet | Kyle O'Quinn     | Agent libre    | 16 000 000 $ sur 4 ans (Option joueur pour la saison 2018/2019) | Magic d'Orlando           | [ 4 ]     |
| 9 juillet | Derrick Williams | Agent libre    | 10 000 000 $ sur 2 ans (Option joueur pour la saison 2016/2017) | Kings de Sacramento       | [ 9 ]     |
| 6 août    | Kevin Séraphin   | Agent libre    | 2 800 000 $ sur 1 an                                            | Wizards de Washington     | [ 10 ]    |
| 7 août    | Saša Vujačić     | Agent libre    | 1 360 000 $ sur 1 an                                            | İstanbul BB (Turquie)     | [ 11 ]    |

### Départs
| Date       | Joueur            | Raison départ | Vers ¹                  | Référence |
| ---------- | ----------------- | ------------- | ----------------------- | --------- |
| 25 juin    | Tim Hardaway, Jr. | Echange       | Hawks d'Atlanta         | [ 2 ]     |
| 9 juillet  | Shane Larkin      | Agent libre   | Nets de Brooklyn        | [ 12 ]    |
| 13 juillet | Cole Aldrich      | Agent libre   | Clippers de Los Angeles | [ 13 ]    |
| 14 juillet | Jason Smith       | Agent libre   | Magic d'Orlando         | [ 14 ]    |
| 17 juillet | Andrea Bargnani   | Agent libre   | Nets de Brooklyn        | [ 15 ]    |

¹ Il s'agit de l’équipe pour laquelle le joueur a signé après son départ, il a pu entre-temps changer d'équipe ou encore de pays.

### Agents libres en fin de saison
| Joueur            | Poste | Type d'agent libre           |
| ----------------- | ----- | ---------------------------- |
| Arron Afflalo     | SG    | Option joueur de 8 000 000 $ |
| Cleanthony Early  | SF    | Agent libre restreint        |
| Derrick Williams  | PF    | Option joueur de 4 400 000 $ |
| Kevin Séraphin    | PF    | Agent libre                  |
| Lance Thomas      | SF    | Agent libre                  |
| Langston Galloway | PG    | Agent libre restreint        |
| Lou Amundson      | PF    | Agent libre                  |
| Saša Vujačić      | SG    | Agent libre                  |